# Ктенопомы
Ктенопомы (лат. Ctenopoma) — род лабиринтовых рыб из семейства ползуновых (Anabantidae).
Представители рода распространены в пресных водах Африки. Максимальная длина тела представителей разных видов варьирует от 3,9 до 18,2 см. Microctenopoma в прошлом включались в Ctenopoma; в отличие от этого рода, виды Ctenopoma не проявляют заботу о потомстве.

## Виды
Род включает 17 видов:
- Ctenopoma acutirostre Pellegrin, 1899
- Ctenopoma ashbysmithi Banister & R. G. Bailey, 1979
- Ctenopoma gabonense Günther, 1896
- Ctenopoma garuanum (C. G. E. Ahl, 1927)
- Ctenopoma houyi (C. G. E. Ahl, 1927)
- Ctenopoma kingsleyae Günther, 1896
- Ctenopoma maculatum Thominot, 1886
- Ctenopoma multispine W. K. H. Peters, 1844
- Ctenopoma muriei (Boulenger, 1906)
- Ctenopoma nebulosum S. M. Norris & Teugels, 1990
- Ctenopoma nigropannosum Reichenow, 1875
- Ctenopoma ocellatum Pellegrin, 1899
- Ctenopoma pellegrini (Boulenger, 1902)
- Ctenopoma petherici Günther, 1864
- Ctenopoma riggenbachi (C. G. E. Ahl, 1927)
- Ctenopoma togoensis (C. G. E. Ahl, 1928)
- Ctenopoma weeksii Boulenger, 1896